# サタンズ・エンジェル
エンジェル・セシリア・ヘレン・ウォーカー（Angel Cecelia Helene Walker, 1944年9月18日 - 2019年4月11日）は、でストリップとバーレスクを専門とするアメリカ合衆国のエキゾチック・ダンサーである。芸名はサタンズ・エンジェル（Satan's Angel）。

## キャリア
サタンズ・エンジェルは、サンフランシスコのノース・ビーチのナイトクラブ「ムーラン ルージュ」で行われたアマチュア・ストリップ・コンテストで優勝した後、1961年にデビューした。正式な芸名は悪魔もかしずくサタンズ・エンジェル、もしくはファイア・タッセルの女王（Satan's Angel, the Devil's Own Mistress, Queen of the Fire Tassels）である。別に「タッセル放り投げのエンジェル」「エンジェル・ダール」「エンジェル・ザ・ボディ」「サータナ・エンジェル」「サテン・エンジェル」も芸名に用いている 。エンジェルを象徴する代表な演出としてはフレーミング・タッセルがある（後述）。
1960年代はサンフランシスコで活動し、エスクワイア、ギャラクシー、コンドール・クラブを含む大小のナイトクラブでパフォーマンスを行った。トップレスの女性たちによるコピーバンド「ザ・ハミング・バーズ」のベーシストでもあり、ノース・ビーチのティプシーズで夜ごと演奏していた 。当時ラス・メイヤーの映画に出演していたトゥラ・サターナをライバルと考えていたエンジェルは、この頃からフレーミング・タッセルを始めた。1970年代から 1980年代半ばにかけてはラスベガスで活躍。バリー・アシュトンやハロルド・ミンスキーといったバーレスク業界の著名なプロモーターからキャスティングを受け、パロミノ・クラブ、アラジン、シルバースリッパー、ミンスキーで踊った。また自らの演目を携え、全米中および世界各国を興行に回った。
バーレスクでのキャリアを突き詰める選択をしたのはなぜかと聞かれ、彼女はジプシー・ローズ・リーの華やかな人生を得たかったのだと答えた。また自らのキャラクターであるサタンズ・エンジェルを創り上げるにあたって、メイ・ウェスト、リリ・セント・シア、アン・コリオ、サリー・キース、キャリー・フィネルらから芸術的要素を取り入れたとも述べている。
24年間のバーレスクのキャリアののちに1985年に引退。2002年に公共の場に姿を現した 。それからは2005 年にはミス・エキゾチック・ワールド・ページェント内プログラムの一部であるレジェンド部門に出演、2006年にはクラシック・スターのパレード部門の一部でパフォーマンスを披露した。年ごとに行われていたバーレスクの大会であるティーズ・オ・ラマやその他いくつものネオ・バーレスクのフェスティバルやショーケースにも出演している 。
自らパフォーマンスするだけでなく、バーレスクにおけるストリップティーズの授業やフレーミング・タッセル・トワリングの授業指導を行った 。ストリップティーズ・ダンサー、およびバーレスクダンサーであるキャサリン・ディリッシュは、サタンズ・エンジェルを「自身の職業における開拓者であった」と言っている。

### フレーミング・タッセル
シグネチャー・アクトはフレーミング・タッセル（ファイア・タッセル）である。タッセルに点火し炎上させ、「乳房を猛烈に回転させることによる炎上した炎を消す」技である  。時に一度に５つのタッセルを同時に回転させることもあった。2つは乳首に、2つは尻たぶに、1つはへそに付けた 。防炎のフェルト、金属チェーン、スパンコール等を素材に作成された星形のペイスティをよく用いた。

## 私生活
自らをレズビアンであると述べている。仕事を得るために同性愛者であることを否定しなければならない状況もあったし、実際に仕事を追い出されたことがあると答えている。
2019年4月初旬に肺炎で入院し、2019年4月11日ロサンゼルスで死去。

## フィルモグラフィー
- Satan's Angel: Queen of the Fire Tassels (2012)  - サタンズ・エンジェルのドキュメンタリーフィルム[4][8]。